# Bardhyl Mahmuti
Bardhyl Mahmuti, född 1960, är en kosovoalbansk politiker och ledare för partiet Albanska demokratiska unionen sedan grundandet 2007.
Bardhyl Mahmuti var medlem i Kosovos befrielsearmé (UÇK) under Kosovokriget i slutet av 1990-talet och en del av denna organisations politiska ledning. Han var medlem i Kosovos demokratiska parti (PDK) som växte ur denna organisation. Han lämnade PDK 2007 för att bilda Albanska demokratiska unionen.